# Song Taizu
Imperador Taizu (em chinês: 太祖, nascido Zhao Kuangyin (chinês tradicional: 趙匡胤); 21 de março de 927 – Kaifeng, 19 de novembro de 976) foi o fundador e primeiro imperador da dinastia Song da China .Reinou de 960 a 976.Estrategista militar, comandante militar,governante durante o período das cinco dinastias e dos dez reinos até o início da Dinastia Sung .
O segundo filho de Zhao Hongyin (Song Xuanzu), o comandante do Guardião da Dinastia Zhou Posterior, e sua mãe é Du (Imperatriz Zhaoxian)
Durante o reinado de Taizu, ele se comprometeu a unificar o país. De acordo com a estratégia do primeiro-ministro Zhao Pu de "primeiro o sul e depois o norte", sucessivamente eliminou os regimes separatistas do sul, como Jingnan, Hunan, Houshu, Han do Sul e Tang do Sul. A unificação da Dinastia Sung tinha acabado de ser concluída; em 961 e 969, Taizu "libertou o poder militar com um copo de vinho" duas vezes, levantando o poder militar dos generais proibidos e cidades feudais locais, resolvendo a situação dos regimes separatistas desde meados da Dinastia Tang; Armazenou dinheiro, seda e tecido, na esperança de resgatar as dezesseis prefeituras de Yanyun, que foram doadas a Quitais por Shi Jingtang, o imperador da posterior Dinastia Jin, mas morreu sem sucesso.